# Menouvetunnel
Der Menouvetunnel (italienisch Traforo del Menouve, französisch Tunnel du Menouve) ist ein Infrastrukturprojekt für einen frühen grenzüberschreitenden Tunnel in den Walliser Alpen, dessen Ausführung kurz nach Baubeginn 1856 eingestellt wurde.

## Geschichte
Der um die Mitte des 19. Jahrhunderts geplante Scheiteltunnel sollte das Aostatal im Königreich Sardinien mit dem Rhonetal im Kanton Wallis in der Schweiz und mit Frankreich verbinden.
In mehrjährigen Studien bestimmten schweizerische und sardinische Ingenieure die geeignete Linienführung für eine leistungsfähige Verkehrsverbindung von Turin in das Wallis. Man suchte einen ganzjährig offenen Ersatzweg für die schwierige Passage über den hohen Grossen Sankt Bernhardpass. Auf der Walliser Seite hatte Ingenieur Ignaz Venetz im Auftrag des Kantons schon seit den 1840er Jahren begonnen, eine neue Fahrstrasse durch das Val d’Entremont abzustecken, und 1851 begann er mit den Ingenieuren de Quartéry und de Torrenté die möglichen Zufahrtswege zum Menouvetunnel sowie andere mögliche Tunnelführungen im Gebiet zu prüfen. Im Staatsarchiv des Kantons Wallis in Sitten liegen verschiedene von Venetz und seinen Mitarbeitern gezeichnete Pläne mit den Streckenvarianten.
Vom Aostatal aus leitete Chorherr Georges Carrel, treibende Kraft hinter dem Vorhaben, die Planung der Zufahrtsstrecke. In den 1850er Jahren kam angesichts des raschen Fortschritts im Eisenbahnbau die Variante ins Gespräch, die Verbindung mit dem Menouvetunnel als Bahnstrecke auszuführen, wozu viel aufwändigere Zufahrtsrampen als für eine Fahrstrasse nötig waren.
Kurz nachdem im Jahr 1856 die Vortriebsarbeiten beim südlichen Tunnelportal begonnen hatten, einigten sich die sardinische und die schweizerische Regierung 1857 darauf, das Tunnelprojekt von Menouve fallen zu lassen und stattdessen die Simplonstrecke auszubauen. Zu diesem Zeitpunkt waren nur etwa 62 Meter des Tunnels auf südlicher Seite ausgebrochen, auf nördlicher Seite waren es sogar nur 39 m.

## Das Tunnelprojekt
Die Tunnelachse war etwa vier Kilometer östlich des Grossen Sankt Bernhardpasses unter dem Menouvepass und dem Mont Menouve vorgesehen. Das südliche Tunnelportal im Vallon de Menouve im Gebiet der Gemeinde Étroubles liegt auf 2243 m, das nördliche Tunnelportal unterhalb der Gipfel der Becs Noirs in der Nähe der Skipiste des 2010 geschlossenen Skigebiets Super Saint Bernard auf 2307 m, ca. 400 m oberhalb des Portals des hundert Jahre später gebauten Autotunnels unter dem Grossen Sankt Bernhard. Beide Portale sind erhalten, jedoch teils verschüttet bzw. einsturzgefährdet.
Der Tunnel hätte den Berg etwa 100 m tiefer als der Bernhardpass und 500 m unter dem Menouvepass durchquert. Er wäre von beiden Seiten über lange Rampen zu erreichen gewesen, die südliche vom Bahnhof Aosta aus hätte auf der kurzen Strecke von ungefähr 16 Kilometern im schmalen Tal einen Höhenunterschied von knapp 2000 HM überwinden müssen, was beim Bau einer Eisenbahn zahlreiche Kunstbauten erfordert hätte.
An beiden ehemaligen Baustellen zeugen heute noch sowohl die Fundamentüberreste der Baracken für die Bauarbeiter als auch kleinere Schutthalden des Ausbruchmaterials vom angefangenen Bauprojekt.